# Dominique Monami
Dominique Monami, född den 31 maj 1973 i Verviers, är en belgisk tennisspelare.
Hon tog OS-brons i damernas dubbelturnering i samband med de olympiska tennisturneringarna 2000 i Sydney.